# Известковые железы
Известковые железы, или  морреновские железы — парные мешковидные придатки (3 пары) боковых стенок пищевода дождевых червей. Их функция заключается в выработке и накоплении известковых кристаллических отложений карбоната кальция, которые затем выделяются в пищевод червя, тем самым нейтрализуя гуминовые кислоты, которые содержатся в его пище, а попадая в кровь и переходя в гидрокарбонат кальция — обеспечивают эффективность гемоглобина, снижая содержание углекислого газа.